# Elsina Hidersha
Elsina Hidersha, mer känd under sitt artistnamn Emmy, född 15 mars 1989 i Skrapar, död 28 februari 2011 i Tirana, var en albansk sångerska. Hennes mest kända låtar var Pse të dua ty, A ma jep, Rastësisht u pamë, och Let It Play.

## Död
Hidersha träffades av en bil som påstås ha körts av hennes före detta pojkvän, den 47-åriga affärsmannen Haziz Kelmendi. Polisen sade att de misstänkte att incidenten var avsiktlig och var ett fall av svartsjuka. Enligt uppgift var Kelmendi kraftigt berusad vid olyckstillfället. Olyckan inträffade på natten den 26 februari 2011 då Hidersha lämnade en nattklubb där hon hade uppträtt. Kelmendi uppges ha följt henne och träffat henne med sin bil, även om han själv förnekar anklagelserna. Hidersha fördes till Tiranas militärsjukhus med svåra hjärnskador och skallfrakturer. Hon föll i koma och avled på morgonen den 28 februari 2011. Den 24 maj 2011 lade åklagaren ner utredningen om att mordet inte skulle ha varit avsiktligt, utan det konstaterades vara ett dödsvållande och att Hazizi Kelmendi kommer att utredas.

### Fotnoter
1. ↑  ”Vdes në spital këngëtarja Emmy (Elsina Hidersha)”. Vipat Shqiptare. 28 februari 2011. http://vipat.info/vdes-ne-spital-kengetarja-emmy/. (albanska)
2. ↑  ”Vdes Emmy(Elsina Hidersha)”. Koha e Re. 28 februari 2011. Arkiverad från originalet den 19 augusti 2011. https://web.archive.org/web/20110819125721/http://kohaere.eu/index.php/showbiz/12067.html. (albanska)
3. ↑  ”Vdes këngëtarja 22-vjecare”. Top Channel. 28 februari 2011. http://www.top-channel.tv/artikull.php?id=205147&ref=onews. (albanska)
4. ↑  ”Prokuroria: Vrasja e Emit ishte aksident dosja në gjykatë” (på albanska). balkanweb. 25 maj 2011. Arkiverad från originalet den 3 mars 2016. https://web.archive.org/web/20160303170308/http://www.balkanweb.com/kryesore/1/prokuroria-vrasja-e-emit-ishte-aksident-dosja-ne-gjykate-62604.html.